# Maria Quitéria
Maria Quitéria de Jesus (Fazenda Serra da Agulha, na freguesia São José, hoje Feira de Santana, 27 de julho de 1792 — Salvador, 21 de agosto de 1853) foi uma militar baiana que lutou na Guerra da Independência do Brasil. Desde 1996 é a patronesse do Quadro Complementar de Oficiais do Exército Brasileiro e desde 2018 integra o Livro dos Heróis e Heroínas da Pátria.
Em 1821 fugiu da fazenda em que morava com a família e assumindo uma identidade masculina alistou-se no Batalhão de Voluntários do Príncipe, também conhecido como Batalhão dos Periquitos, que estava estacionado na Vila de Cachoeira. Atuou no regimento de artilharia e foi alçada a 1ª cadete pelo general Pedro Labatut. Após a guerra foi condecorada com a Imperial Ordem do Cruzeiro pelo imperador Pedro I do Brasil, que também lhe concedeu um soldo vitalício de alferes.
É reconhecida por ser a primeira mulher a assentar praça numa unidade militar das Forças Armadas Brasileiras, apesar de ter havido outras combatentes nas mesmas trincheiras. Em 26 de julho de 2018, por meio da Lei federal n° 13.697, teve seu nome incluído no Livro dos Heróis e Heroínas da Pátria, junto a Sóror Joana Angélica, Maria Filipa de Oliveira e João das Botas (João Francisco de Oliveira), figuras importantes da Guerra de Independência do Brasil na Bahia.

## Primeiros anos
Do ponto de vista histórico muito pouco se sabe a respeito da infância e juventude de Maria Quitéria. As fontes documentais a esse respeito são bastante limitadas. Por outro lado, uma série de biografias romanceadas tem atribuído fatos à sua trajetória que não puderam até hoje ser verificados nas fontes.

### São José das Itapororocas
Guardada pela arquitetura da alta serra de granito, São José das Itapororocas era no final do século XVIII a terceira das Freguesias que delimitavam o território da Vila de Nossa Senhora do Rosário do Porto de Cachoeira, até então o mais importante centro comercial do Recôncavo Baiano, com mais de 30 léguas, abrangendo várias capelas como Santo Antônio do Tanquinho, Olho d'Água da Feira, Santa Bárbara, dentre outras. Após 1832 passa a estar vinculado à vila de Feira de Santana. Desde 1983 o distrito de São José das Itapororocas passou a denominar-se Maria Quitéria.

### A vida antes da guerra
Foi a filha primogênita de Gonçalo Alves de Almeida e de Quitéria Maria de Jesus. Na sequência, nasceu sua irmã Josefa, em 1794, e seu irmão Luiz, em 1796. As fontes se contradizem a respeito do ano de nascimento de Maria Quitéria. Na petição feita por seu pai solicitando o inventário dos bens da família, o escrevente registra que ela teria 10 anos em junho de 1802. Por outro lado, na certidão de óbito de Maria Quitéria, consta que teria morrido aos 56 anos, portanto nascido em 1797. A certidão de batismo, que não especifica a data de nascimento, foi registrada apenas em 27 de julho de 1798, segundo o Livro de Baptizados de São José das Itapororocas, no arquivo da Secretaria do Arcebispado:
Aos vinte e sete dias do mês de Julho de mil setecentos e noventa e oito, na Capela de S. Vicente, filial dessa Matriz de licença minha, o Reverendíssimo Manoel José de Jesus baptizou solemnemente e poz os Santos Oleos a Maria,  Maria, filha legítima do Gonçalo Alvares [sic] de Almeida e de Quitéria Maria de Jesus. Foram padrinhos, Antonio Gonçalves de Barros e sua irmã Josefa Maria de Jesus, moradores na freguezia de Agoa Fria, nada mais desta do que tudo para constar fiz este assento que por verdade assino. O vigario Miguel Ribeiro de Lima.

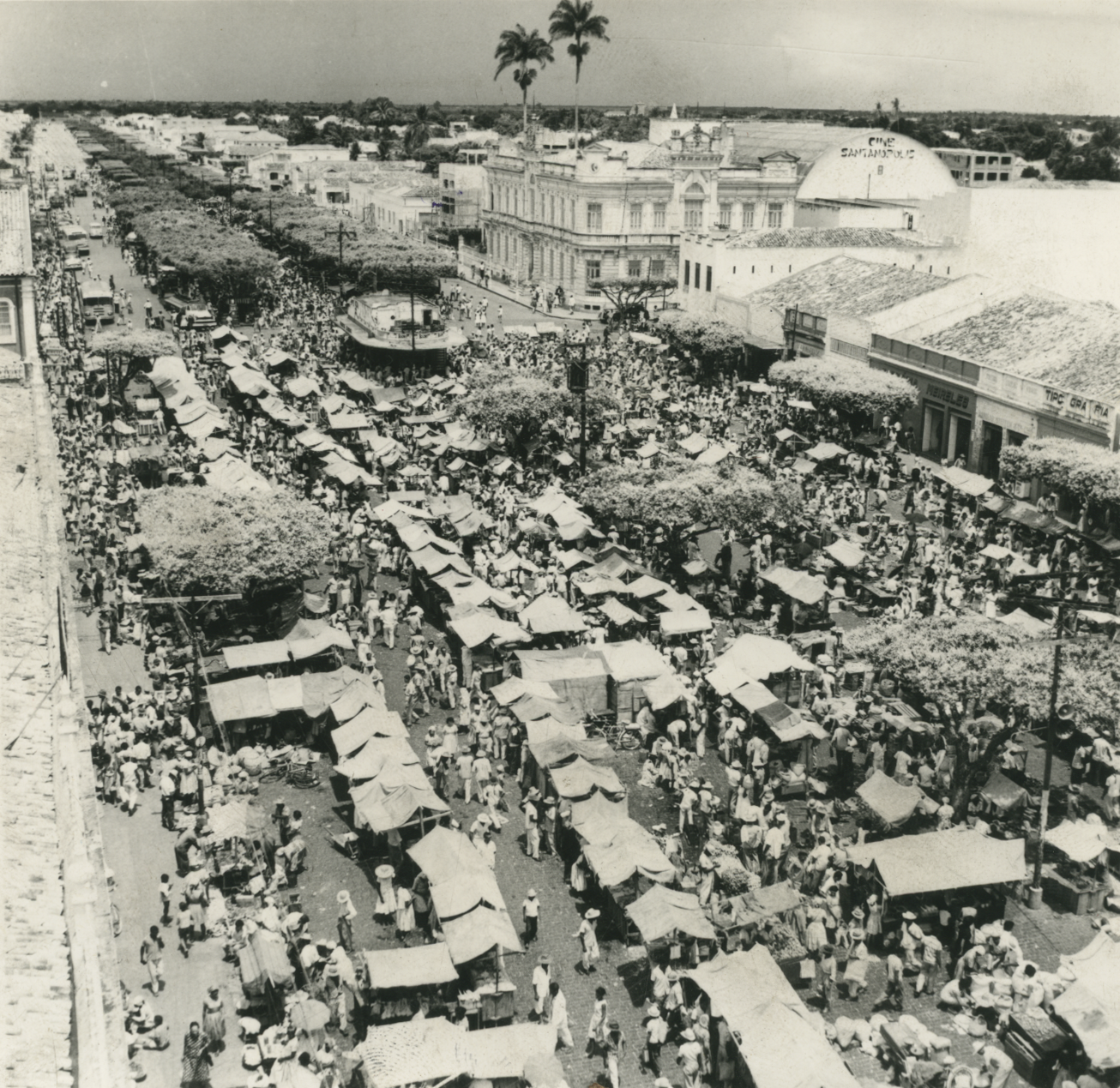
Feira de Santana em foto do jornal Correio de Manhã de 1963. Ao fundo, à direita, vê-se o Paço Municipal Maria Quitéria, sede do poder executivo local.

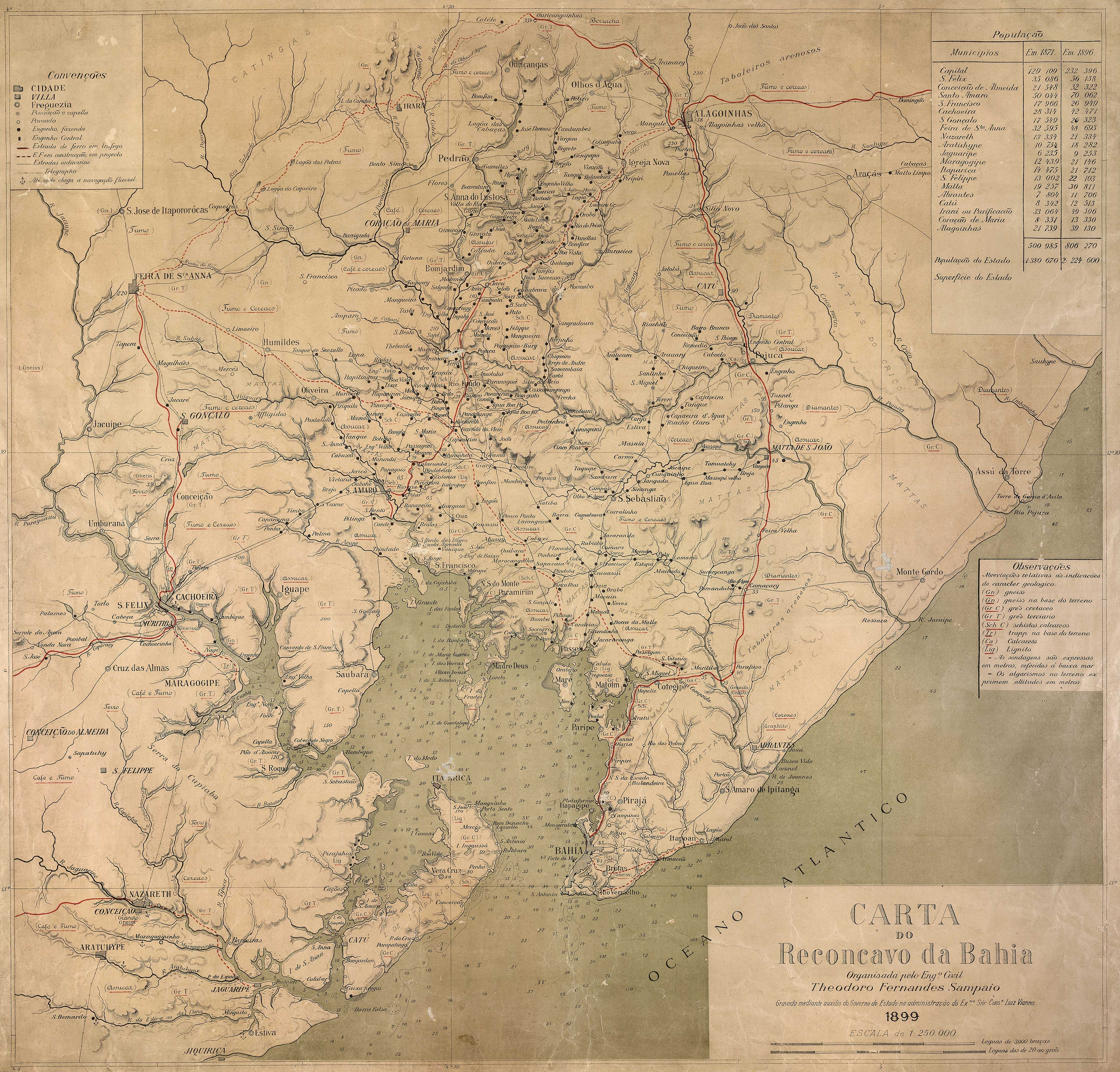
Mapa do Recôncavo baiano elaborado por Teodoro Fernandes Sampaio em 1899 com apoio do Governo da Bahia. Editado e impresso na Litho Typographia Reis & Companhia.

Em 10 de fevereiro de 1802 morreu a sua mãe. Cinco meses após ficar viúvo o pai casou-se novamente com Eugênia Maria dos Santos na Capela de São José das Itapororocas. No Arquivo da Secretaria do Arcebispado, no Livro de Casamentos, o vigário Miguel Ribeiro Lima fez o seguinte registro:
Aos dezenove dias de Julho de mil oitocentos e dois, demanda nesta Matriz depois de feitas nella as denunciações na forma do Sagrado Concilio Tridentino por serem della os contraentes naturais e seus moradores, sem se descobrir impedimento algum em presença de mim vigário abaixo assinado e das testemunhas Capitão João Baptista Carneiro casado, e Joaquim Alves viúvo todos desta Freguezia, se casarão solenemente em face da Igreja por palavras Gonçalvo Alves viúvo que ficou de Quitéria Maria de Jesus com Eugênia Maria, filha legitima de Manoel Carvalho dos Santos e de Maria das Neves dos Santos, ambos já falecidos e logo lhes dei as bênçãos conforme os ritos e cerimônias da Santa Madre Igreja, do que tudo para constar fiz fazer este assento que por verdade assigno. Vigário Miguel Ribeiro Lima.
Eugênia Maria dos Santos morreu pouco tempo depois sem que da união nascessem filhos. Em janeiro de 1803 registra-se que a família possuía:
Além do gado vacum e cavalar avaliados em 173 mil réis, possuía 5 escravos: José Angola, Antônio Congo, Agostinho Mina, Antônio Cabra e Antônio Angola, todos num total de 590 mil réis. Em terras, o sítio do Licorizeiro, para criação de gado, avaliado em 200 mil réis; a casa de morada, coberta de palha, avaliada em 10 mil réis; uma roda de ralar mandioca em 6 mil réis e um tacho de cobre em 6 mil réis.
Em 1804, Gonçalo Alves de Almeida vendeu o sítio do Licorizeiro e comprou a fazenda Serra da Agulha, na mesma freguesia de São José das Itapororocas. A fazenda tinha uma légua de extensão por trezentos e cinquenta metros de largura. No mesmo ano casou-se com Maria Rosa de Brito, com que teve outros seis filhos, Francisca, Teresa, Bernarda, Ana, Josefa e Manoel, além dos três com a primeira esposa. O fazendeiro baiano viria ainda a adquirir terras de Manuel Ferreira da Silva e de Romão Alves, o que levou Pereira Reis Júnior a concluir que “com os haveres que detém, já é, na época, abastado fazendeiro”. Maria Quitéria não teve acesso à educação formal, por isso era analfabeta, ainda que tenha aprendido assinar seu nome. Segundo Maria Graham, que registrou a conversa que teve com Quitéria em seu livro Diário de uma viagem ao Brasil:
(...) As mulheres do interior fiam e tecem para sua casa, como também bordam lindamente. As moças aprendem o uso de armas de fogo, tal como seus irmãos, seja para caçar seja para defenderem-se dos índios bravos. 
(...) Ela é iletrada, mas inteligente. Sua compreensão é rápida e sua percepção aguda. Penso que, com educação, ela poderia ser uma pessoa notável. Não é particularmente masculina na aparência; seus modos são delicados e alegres.

## A Guerra de Independência

### Antecedentes
Os historiadores divergem a respeito da cronologia do movimento que levou à Independência do Brasil de Portugal. Algumas datas, porém, são consensuais. A transferência da corte portuguesa para o Brasil em 1808 pode ser identificado como um fato pioneiro e decisivo nesse sentido. A partir daquele momento o Rio de Janeiro passou a ser a capital do Reino de Portugal, mudando o eixo geopolítico do império lusitano de Lisboa para a então colônia do Estado do Brasil. Em 1815 João VI de Portugal elevou o Brasil à categoria de Reino Unido de Portugal, Brasil e Algarves, condição que permitiu uma liberalização das práticas comerciais do Brasil, que já vinham em uma crescente desde 1808, com o Decreto de Abertura dos Portos às Nações Amigas, entre outros decretos.

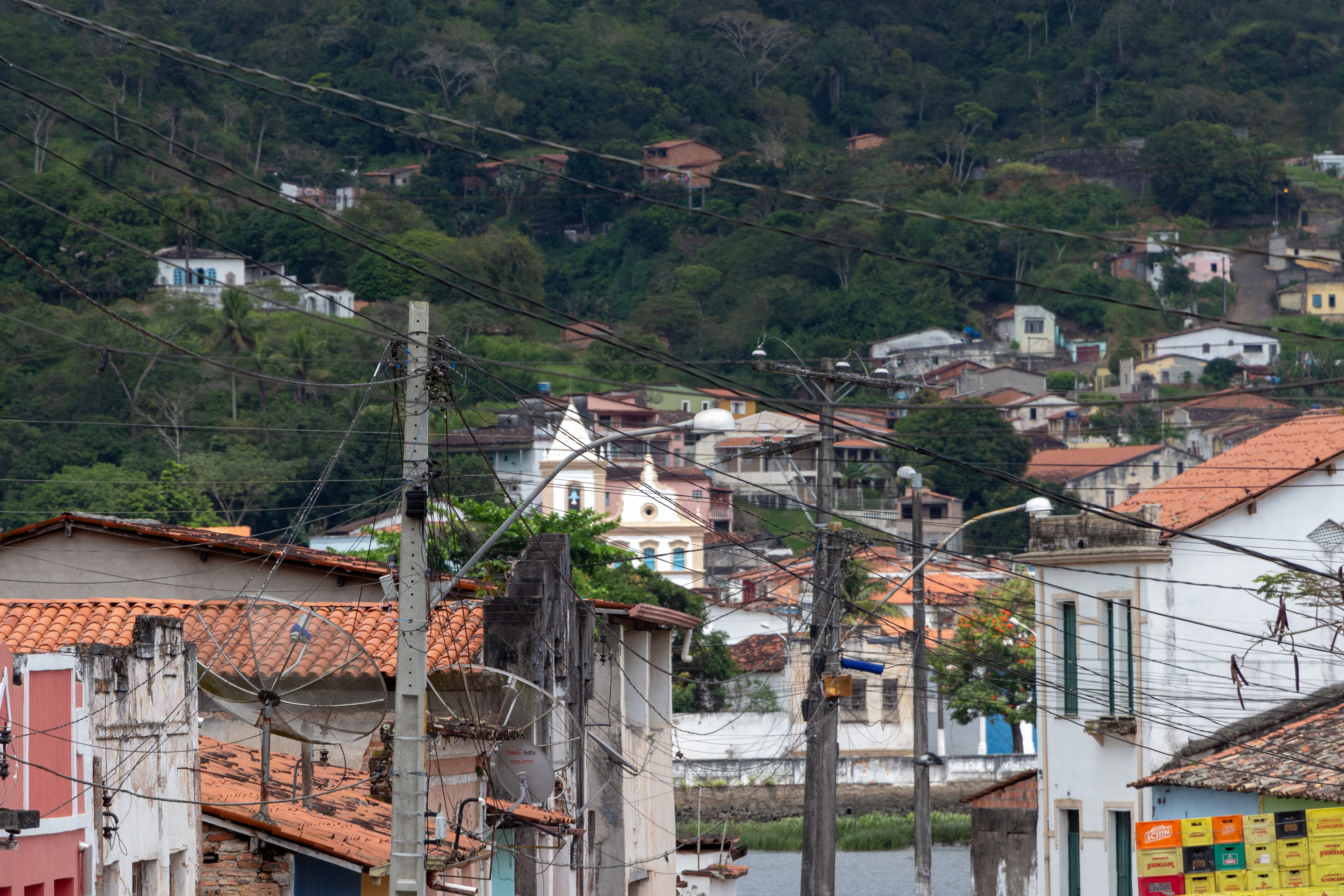
Cidade de Cachoeira (Bahia), situada às margens do Rio Paraguaçu, no Recôncavo baiano. Foi palco importante da Independência do Brasil na Bahia.

Em 24 de agosto de 1820 estourou a Revolução Liberal do Porto, fruto da insatisfação das elites portuguesas com as políticas de João VI de Portugal, a quem consideravam que as haviam abandonado em favor da antiga colônia americana. Os revoltosos exigiam o retorno da família real para Lisboa e principalmente a constitucionalização do império português. Nesse sentido foram instaladas em 26 janeiro de 1821 as Cortes Gerais e Extraordinárias da Nação Portuguesa, com o fim de redigir uma Constituição de aspecto liberal, ainda que mantendo o regime colonial e a escravidão.

### Agitações na Bahia
Na Bahia, que abrigava uma expressiva elite portuguesa, as agitações de além-mar reverberam na forma de lutas civis. Em fevereiro de 1821, na Cidade da Bahia, como também era chamada Salvador, militares amotinados deflagraram uma revolta em fevereiro de 1821 com o objetivo de exigir a adesão ao movimento constitucional de Portugal. A essa altura a província do Estado do Grão-Pará e Maranhão já havia aderido e logo mais o Rio de Janeiro também se juntaria ao movimento liberal português. A revolta nas ruas da Bahia levou à morte de um major e seis soldados e também à instalação de uma nova junta provisional de governo, presidida pelo desembargador Luís Manuel de Moura Cabral. Em 21 de junho de 1821 a junta da Bahia rompeu com a Corte do Rio de Janeiro e passou a responder diretamente a Lisboa.
Em 3 de setembro do mesmo ano foram eleitos os deputados baianos às Cortes de Lisboa: Cipriano Barata, Alexandre Gomes de Argolo Ferrão, Marcos Antônio de Sousa, Pedro Rodrigues Bandeira, Lino Coutinho, Domingos Borges de Barros, Luís Paulino d'Oliveira Pinto da França e Francisco Agostinho Gomes.
Em 3 de novembro de 1821 houve uma tentativa frustrada de depor a junta governativa que estava a serviço de Lisboa. Participou da ação o coronel Felisberto Caldeira Brant Pontes de Oliveira Horta, futuro Marquês de Barbacena. Contida a revolta, 16 dos cidadãos envolvidos foram deportados para Lisboa.

Uma carta régia de 9 de dezembro enviada pelas Cortes nomeou Inácio Luís Madeira de Melo como como Governador das Armas da Bahia. O racha que já vinha se formando se aprofundou com essa nomeação. A partir de fevereiro de 1822 tropas portuguesas e baianas passaram a se chocar nas ruas da capital, numa escalada de violência que culminou na morte da sóror Joana Angélica, que tentava impedir que os portugueses invadissem o Convento de Nossa Senhora da Conceição da Lapa. Segundo a história contada de geração em geração, o sangue da mártir, que faleceu em fevereiro de 1822 quando tentou impedir a invasão e o saque do lar religioso por soldados portugueses, caiu sobre a cabeça do soldado, partindo-lhe o osso occipital e matando-o. Ficava cada vez mais nítido que havia dois partidos com interesses antagônicos e a tensão entre eles vinha se conformando para uma guerra civil. 
As várias correntes aos poucos se reduziram a duas. A primeira, dominante na capital, e composta, sobretudo, de militares e comerciantes lusos, mantinha-se fiel às Cortes de Lisboa e aceitava o governador de armas nomeado por carta régia de 9 de dezembro de 1821, o brigadeiro português Inácio Luís Madeira de Melo. [...] A segunda consolidou-se no Recôncavo baiano, com o apoio decidido dos senhores de engenho, a que se aliavam militares brasileiros e parte da população urbana de Salvador. Diante da postura cada vez mais centralizadora das Cortes, esta corrente caminhou em direção ao apoio à regência e à liderança do príncipe d. Pedro.

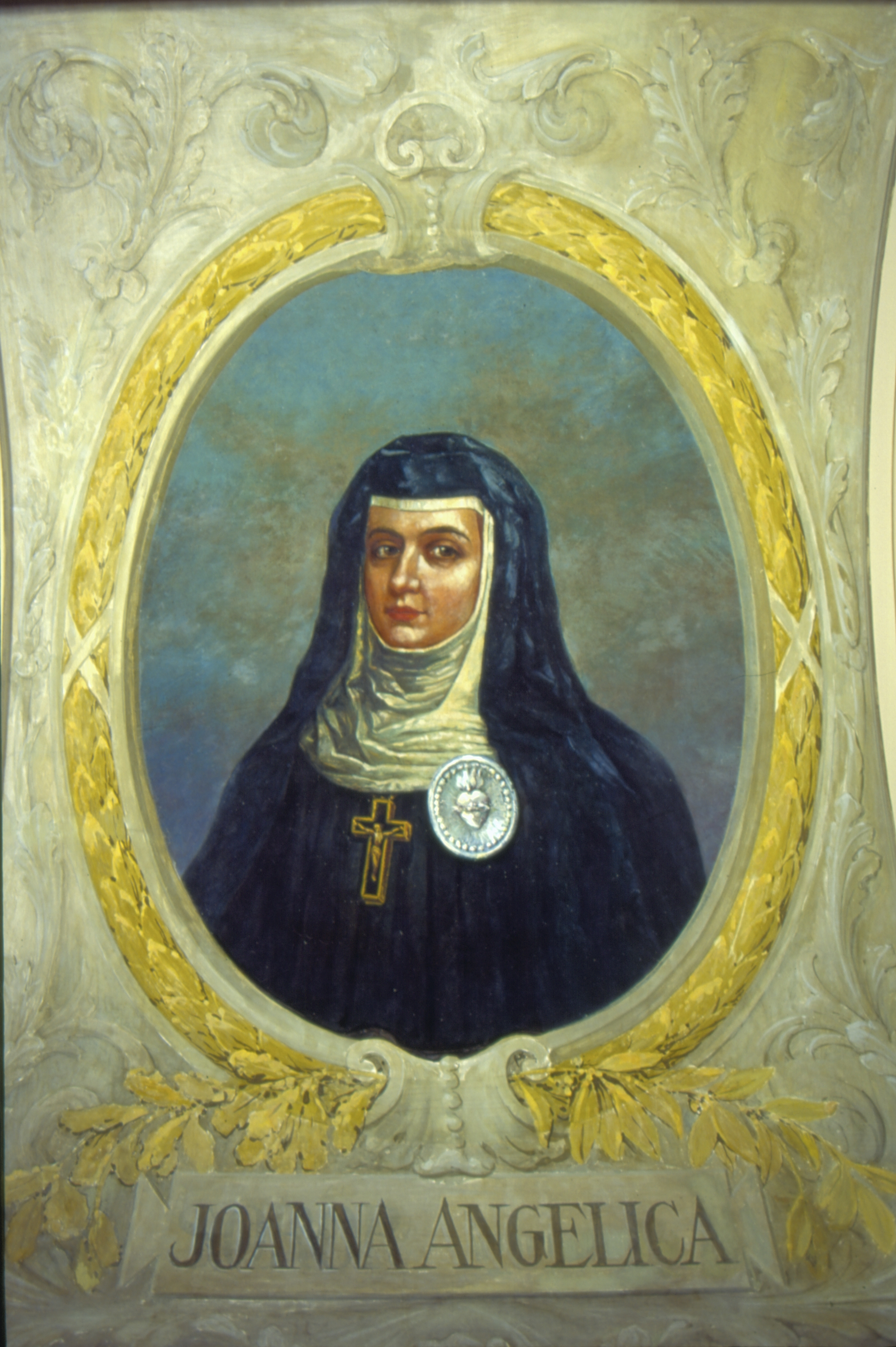
Retrato de Soror Joana Angélica, óleo sobre tela pintado em 1925 por Domenico Failutti. Acervo do Museu Paulista da USP.

Entre fevereiro e junho de 1822 foi montada uma resistência por parte do “partido brasileiro” no Recôncavo baiano, financiada pela elite agrária e engrossada pelos distintos estratos da população civil. Há registros de um aumento significativo de compra de pólvora e mantimentos destinados às vilas, o que parece ser um indicativo de que se preparavam de fato para os confrontos. Entre maio e junho de 1822, nas câmaras municipais e praças do Recôncavo, começaram a serem feitas aclamações a Pedro I do Brasil como defensor perpétuo do Brasil, título oferecido ao príncipe pelo Senado da Câmara do Rio de Janeiro em 13 de maio. Essas ações claramente contrárias às intenções das Cortes de Lisboa, que tentavam demover o príncipe regente e fazê-lo voltar a Portugal, provocaram a reação das tropas lusitanas estacionadas em Salvador.
Em 25 do mês de junho, foi a vez de Cachoeira aclamar dom Pedro. A resposta dos portugueses chegou pelo Rio Paraguaçu, que margeia a cidade e que deságua na Baía de Todos-os-Santos. À aclamação seguiu-se um cortejo de Te Deum. Atacaram o cortejo desde o rio, atirando também contra a vizinha cidade de São Félix. O ataque marca oficialmente o início da Guerra da Independência na Bahia. A morte do Tambor Soledade, uma figura marcante no imaginário baiano, é considerada a primeira baixa da guerra. Ele era parte do Regimento de Milícias e sua função era tocar o tambor para marcar o compasso das marchas. Entre julho e agosto de 1822 foi empreendido um grande esforço para a formação de batalhões de voluntários. Juntaram-se cerca de dez mil pessoas, entre a população pobre, pequenos proprietários, escravos e libertos, além de militares que não se submeteram às Cortes. De fato, a situação se avolumou ao ponto de ter adesão de boa parte das vilas do Recôncavo. Um panfleto datado de 2 de setembro dá a dimensão disso:
LEMBRANÇAS DO ESTADO DA BAHIA DE 2 DE SETEMBRO 1822

A Cidade com o Recôncavo incomunicável, e no maior auge de anarquia; e todos os dias aparecem novidades de parte a parte, isto é da Cidade contra aquele e etc. [?]
Terras que já proclamaram S. A. R.
Cachoeira, Santo Amaro, Rio de São Francisco, Maragogipe, Jagoaripe [Jaguaribe], Tiquiriçá, Morro de São Paulo, Valença, Cairú, Boipeba, Marahú, Santarem, Rio de Contas —
Terras que faltavam Proclamar, mas que haviam [sic] provas de o fazerem pela totalidade do Recôncavo da Província da Bahia
Pelo Sul — Camamú, Ilhéus, Caravelas, São Mateus,
Pelo Norte — Cotinguiba, Rio Real —
[...]
O levante que queriam fazer no dia 24 de Agosto contra Madeira e a Junta, todos os Brasileiros que se acham na Cidade
os aqui que oferecendo as tropas —
o Tenente-Coronel do Batalhão Lusitano, — o Ruivo — é o que querem aclamar General das Armas, porque dizem que o Madeira é frouxo e que tem medo de ir atacar o Recôncavo —

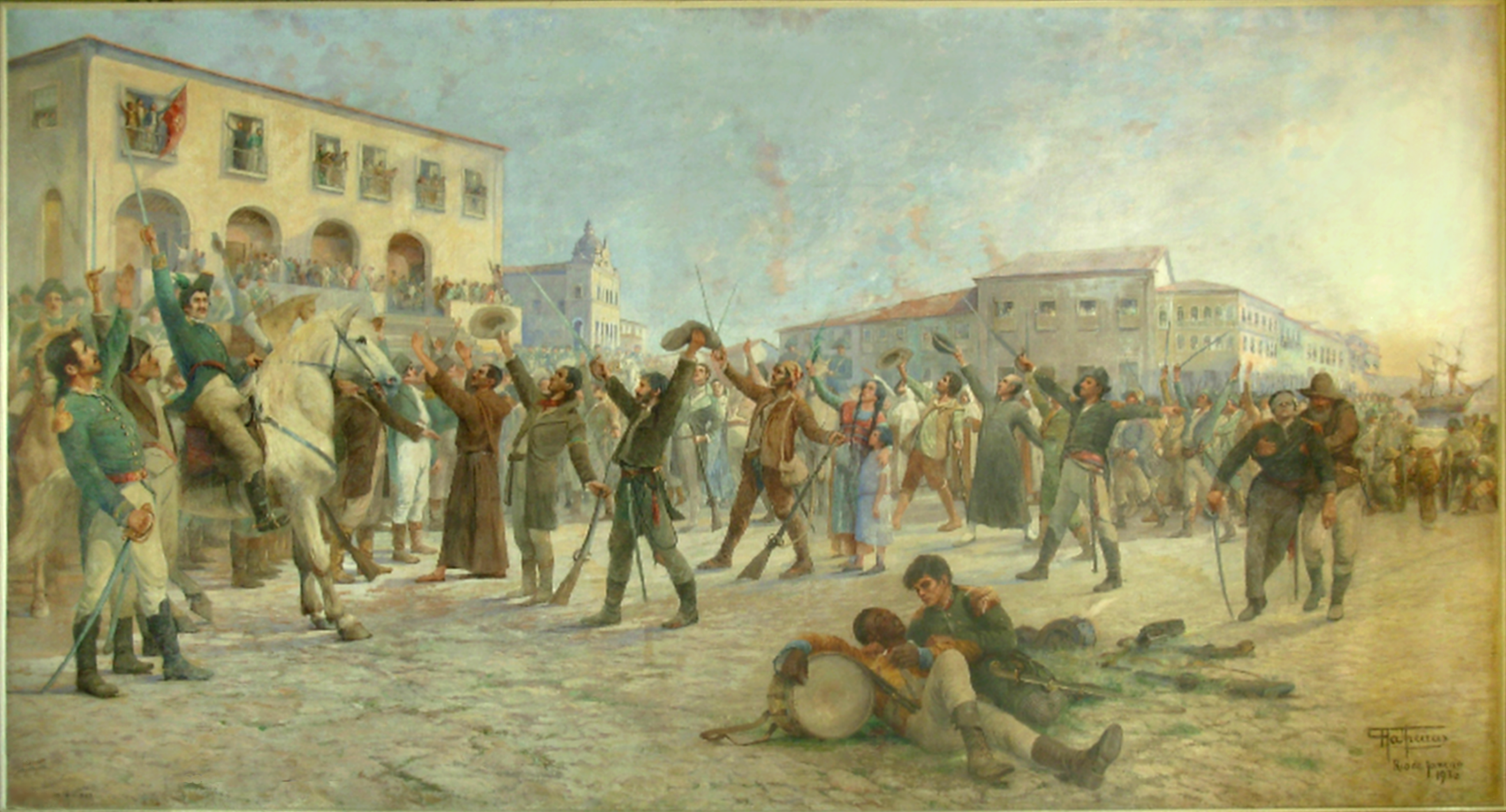
O Primeiro Passo para a Independência da Bahia, pintura de Antônio Parreiras, encomendada pelo governo baiano em 1931. Acervo do Palácio Rio Branco (Salvador).

2 set. 1822

### O recrutamento de voluntários e a fuga de casa
Em setembro de 1822, a fazenda Serra da Agulha recebeu a visita de um emissário, possivelmente enviado pela Junta de Governo instalada em Cachoeira. Ele visava a recrutar voluntários para engrossar as fileiras dos batalhões reunidos no Recôncavo contra as tropas lideradas por Madeira de Melo, comandante geral das armas da Bahia e obediente às Cortes de Lisboa. Chegando à hora do jantar, foi convidado a dividir a refeição com a família, a quem explicou o motivo da visita.
Começou ele a descrever a grandeza e as riquezas do Brasil e a felicidade que poderia alcançar com a Independência. Atacou a longa e opressiva tirania de Portugal e a humilhação em submeter-se a ser governado por um pais tão pobre e degradado. Ele falou longa e eloquentemente dos serviços que Dom Pedro prestara ao Brasil, de suas virtudes e nas da Imperatriz, de modo que, afinal, disse a moça: "Senti o coração ardendo em meu peito". Seu pai, contudo, não partilhava em nada seu entusiasmo. 
Segundo relata Maria Graham em Diário de uma viagem ao Brasil, o pai teria afirmado que era velho e não tinha filhos homens que pudessem ir combater. Gonçalo Alves demonstrou também seu desinteresse pelo desfecho da guerra: aguardaria o resultado e seria um súdito pacífico do vencedor. Sobre oferecer uma pessoa escravizada para a campanha? “Que interesse tinha um escravo em bater-se pela Independência do Brasill?”. Ainda que o fazendeiro não fosse aderente à causa da independência, reconhecia que uma eventual mudança do estado de coisas não afetaria o princípio fundamental daquela sociedade: a escravidão.

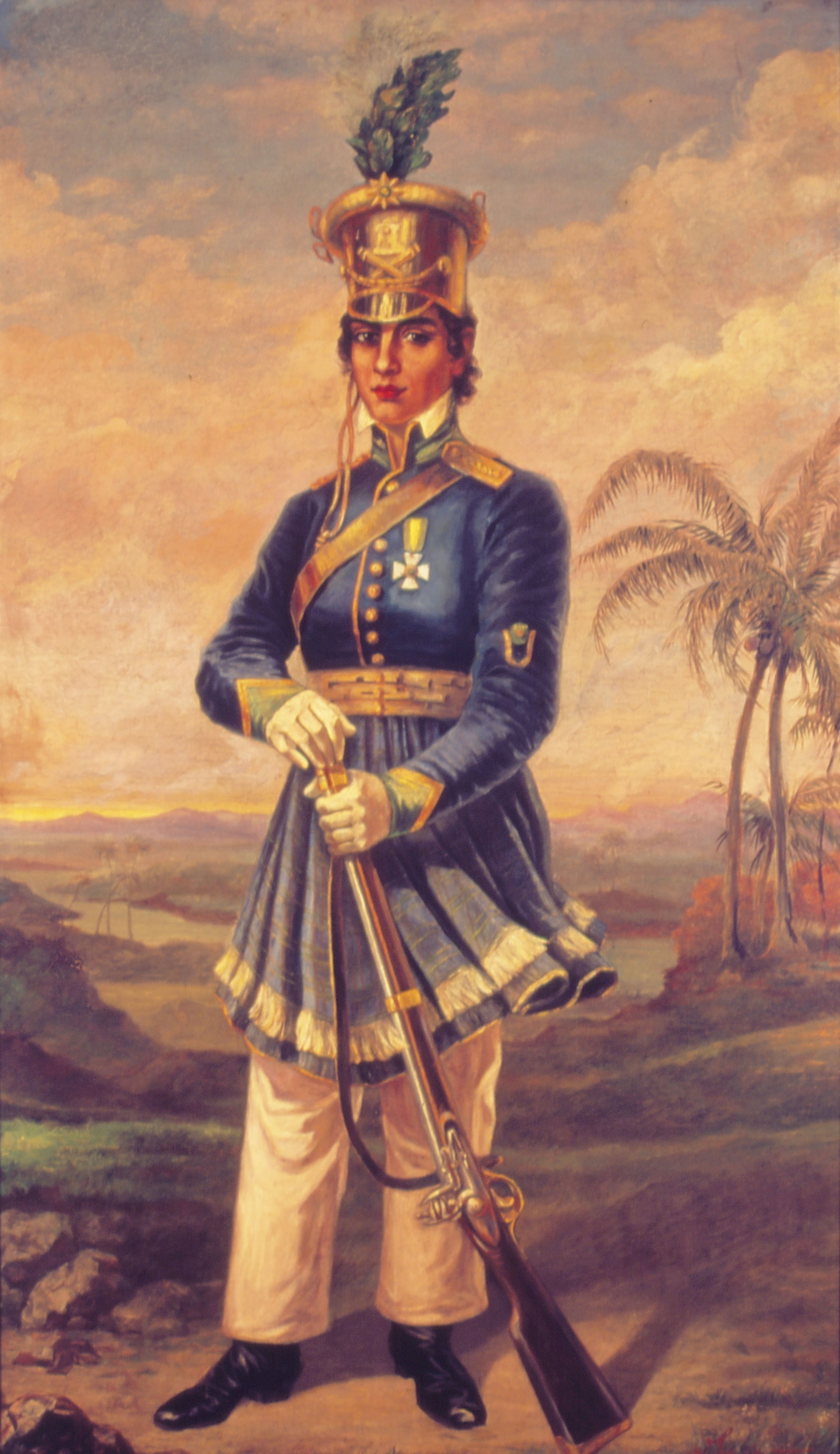
Retrato de Maria Quitéria de Jesus Medeiros, pintado em 1920 por Domenico Failutti. Integra o acervo do Museu Paulista. Essa obra se baseia, por sua vez, no retrato de Augustus Earle publicado no livro Diário de uma viagem ao Brasil (1824) de Maria Graham.

Segundo Graham, Quitéria se dirigiu então a casa da irmã, que era casada e vivia a pequena distância. A Josefa, recapitulou o discurso do emissário e disse que gostaria de ser homem para poder se juntar às tropas. A irmã, correspondendo o interesse patriótico, teria retrucado: ‘se não tivesse marido e filhos, por metade do que você diz, eu me juntaria às tropas do Imperador". Então Josefa emprestou a Quitéria algumas roupas do seu marido, José Medeiros, para que ela se disfarçasse. Vestindo-se com as roupas do cunhado, dirigiu-se à vila de Cachoeira, onde se alistou no Regimento de Artilharia sob o nome de José Medeiros.

### A participação na guerra
No Batalhão de Voluntários do Príncipe, mais tarde conhecido como Batalhão dos Periquitos, devido à cor dos uniformes, Quitéria permaneceu na tropa de setembro ou outubro de 1822 a julho de 1823. Segundo o comandante em chefe do Exército Pacificador, José Joaquim de Lima e Silva:
Esta mulher tem-se distinguido em toda a campanha com indisivel valor, e intrepidez. Tres vezes que entrou em combate appresentou feitos de grande heroismo, avançando de uma, por dentro de um rio com agoa até aos peitos, sobre uma barca, que batia renhidamente nossa Tropa. O General Labatut conferio-lhe as honras de 1º Cadete, e como tal tem sido considerada no Batalhão Nº 3 do Exercito Pacificador.
De acordo com Maria Graham, consideraram que por seu aspecto físico mais fraco deveria combater na infantaria. Em certo momento da sua trajetória, o disfarce masculino foi revelado. Isso pode ter ocorrido em março de 1823. Porque, no dia 31 desse mês, o Conselho Interino de Governo (instalado em Cachoeira) baixou a seguinte ordem: “Ordena o Conselho Interino de Governo ao Inspector dos Fardamentos Montarias e Misteres dê a Maria Quiteria com praça de Cadete dois saiotes de Camelao ou outro qualquer pano semelhante, e huma fardeta de Policia [...]”. Três dias mais tarde, foi solicitado uma espada para a cadete: “Ordena o Conselho Interino de Governo ao Inspector do Trem de Guerra que mande dar a Maria Quiteria com praça de Cadete huma espada para seu uso [...]”.
A 29 de outubro seguiu com o seu Batalhão para participar da defesa da ilha de Maré e, logo depois, para Conceição, Pituba e Itapuã, participando de batalhas também na foz do Rio Paraguaçu, integrando a Primeira Divisão de Direita. Em fevereiro de 1823, participou com bravura do combate da Pituba, quando atacou uma trincheira inimiga, onde fez vários prisioneiros portugueses (dois, segundo alguns autores), escoltando-os, sozinha, ao acampamento.
O general Pedro Labatut, enviado por D. Pedro I para o comando geral da resistência, conferiu-lhe as honras de 1º Cadete. No dia 20 de agosto foi recebida no Rio de Janeiro pelo imperador em pessoa, que a condecorou com a Imperial Ordem do Cruzeiro, no grau de Cavaleiro, com o seguinte pronunciamento:
Querendo conceder a D. Maria Quitéria de Jesus o distintivo que assinala os Serviços Militares que com denodo raro, entre as mais do seu sexo, prestara à Causa da Independência deste Império, na porfiosa restauração da Capital da Bahia, hei de permitir-lhe o uso da insígnia de Cavaleiro da Ordem Imperial do Cruzeiro.

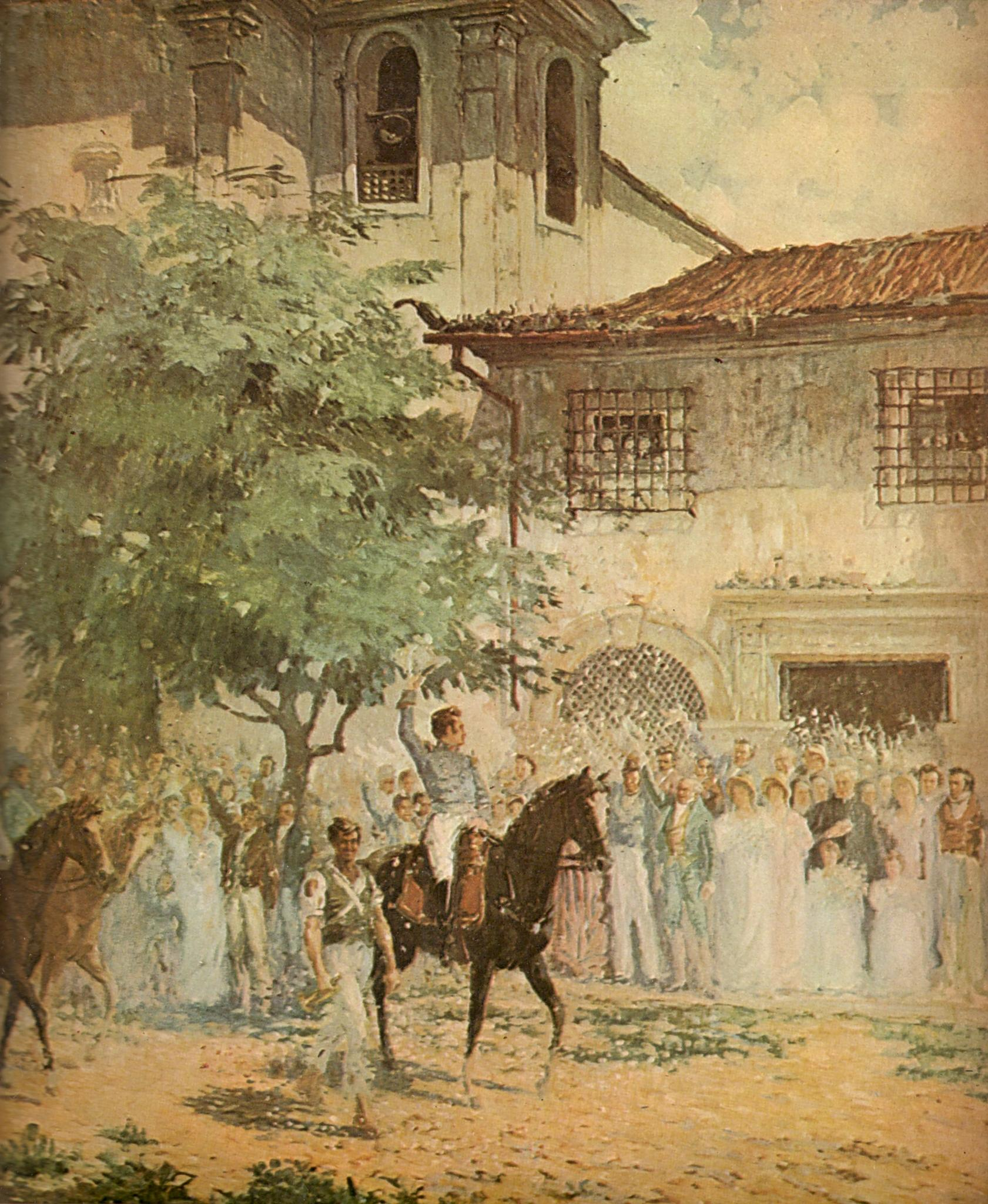
Entrada do Exército Libertador, pintura de Prisciliano Silva, de 1930. Retrata a entrada triunfante de Labatut em Salvador, com a participação de Maria Quitéria, em 2 de julho de 1823. Acervo da Câmara Municipal de Salvador.

Finalmente, em 2 de julho de 1823, quando o Exército Libertador entrou em triunfo na cidade do Salvador, Maria Quitéria e seus companheiros de batalha foram saudados e homenageados pela população em festa.

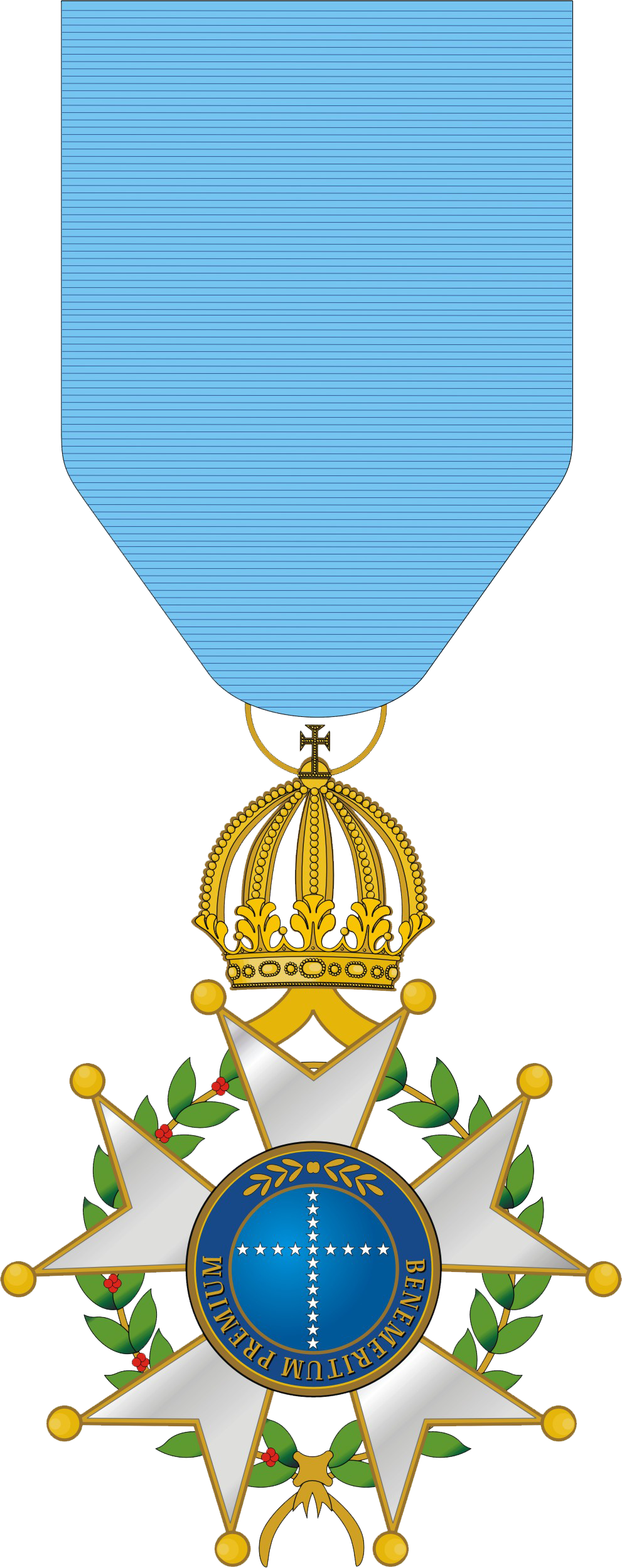
Desenho digital representando a condecoração da Imperial Ordem do Cruzeiro, grau de Cavaleiro. Foi essa distinção que Maria Quitéria recebeu de Dom Pedro I por sua atuação na Guerra de Independência do Brasil na Bahia.

A Independência da Bahia é tratada enquanto episódio de protagonismo coletivo, ou seja, o povo baiano aparecia como grande herói. Nos raros casos nos quais o protagonismo é individual, curiosamente do que acontece na história do Brasil, três figuras femininas se destacam: Joana Angélica, Maria Quitéria (respectivamente, a mártir e a guerreira) e Maria Filipa de Oliveira.

### Maria Quitéria vai à Corte

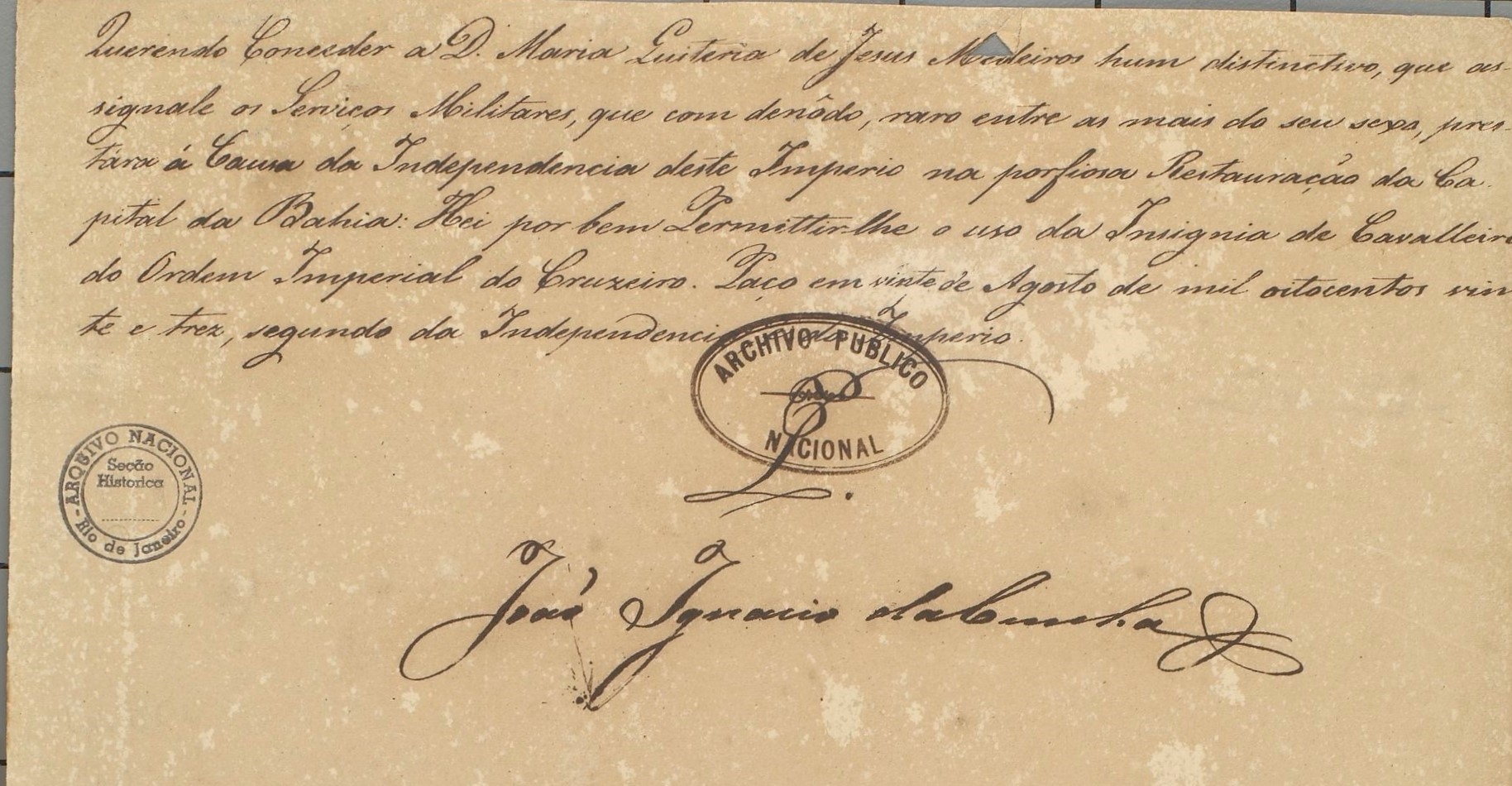
Documento de 20 de agosto de 1823, em que D. Pedro I a homenageia com a Ordem do Cruzeiro (Arquivo Nacional).

Algumas semanas após a entrada do Exército Pacificador em Salvador, em 2 de julho de 1823, após o cerco à cidade ter forçado a partida de Inácio Luís Madeira de Melo e suas tropas, o comandante José Joaquim de Lima e Silva escreveu um ofício à Secretaria de Estado dos Negócios da Guerra informando da participação de Maria Quitéria na guerra – e já indicando o lugar de heroína, pelos feitos extraordinários e por seu incipiente nacionalismo, que a baiana deveria ocupar na posteridade:
D. Maria Quiteria de Jesus, natural da Freguezia de S. José das Itapororocas desta Provincia, ao grito da Patria em perigo, desamparou seos Paes, assentou praça de Soldado, e pegou em armas para sua defeza. [...] Como porém me patenteasse ardentes dezejos de beijar a Imperial Mão de S. M. facultei-lhe licença, e parte nesta occasião para essa Corte.

Se a exposição que acabo de fazer àcerca desta heroina merecer alguma consideração digne-se V. Ex. leval-a ao conhecimento do mesmo Augusto Senhor.
Em 16 de agosto de 1823, desembarcou no porto do Rio de Janeiro “o Cadete do Batalhão do Imperador, D. Maria de Jesus Medeiros”, a bordo do navio Leal Português. Uma vez na Corte, a baiana teve uma audiência com o imperador, ocasião em que recebeu a comenda da Ordem Imperial do Cruzeiro. Além disso, como noticia o Diario do Governo, órgão oficial do Império recém-estabelecido:
como ella mostrou de uma maneira tão notavel os sentimentos do mais exaltado Patriotismo, da mesma sorte S. M. I. recompensou seo valor, concedendo-lhe o soldo de Alferes por Decreto de 10 do corrente mez, mandando-lhe ultimamente adiantar dois mezes; e Ordenando ao Quartel Mestre General, e Comissario Geral do Exercito, que dessem todas as Providencias cada um pela sua Repartição, para o seo regresso à Bahia na 1ª Embarcação.
É comum encontrar em biografias de Maria Quitéria referência a uma suposta carta escrita por Dom Pedro I em que o imperador pede que o pai da combatente a perdoe por ter fugido de casa e ido à guerra. No entanto, nenhum dos autores jamais apresentou a referência desse suposto documento.

### Os últimos anos
Os principais registros da sua vida após a guerra dizem respeito basicamente às suas reclamações junto ao cartório de Feira de Santana no processo de inventariança dos bens da família. Quase cega, entre 16 de março de 1835 e 22 de agosto de 1863, empenhou-se no testamento do seu pai:
Diz D. Maria Quiteria de Jesus, filha e herdeira do casal do finado seu pai, Gonçalo Alves de Almeida, que estando procedendo-se a inventario e partilha por este Juiz dos bens do fallecido seu pai e porque a supplicante se acha em hum estado deploravel por lhe faltar a vista, requer por isso a V. S. que por equidade na ocasião da partilha lhe mande lançar no seo quinhão a escrava Alexandrina, cabra, por ser capaz ·de tratar a supplicante na sua gravissima molestia o que d'outra forma a supplicante sofrerá bastantes faltas e encomodos da vista, tanto porque não tenha outra escrava que possa suprir a falta daquela, como por lhe faltarem meios para adquirila.
Por sua vez, no testamento de Gonçalo Alves, morto em 25 de outubro de 1835, Quitéria teria herdado “hum escravo de nome Antonio em cento e vinte sete mil reis, mais um cavallo por vinte mil reis, huma novilha por cinco mil reis, mais hum cavallo quando se auzentou em trinta que tudo faz a soma de cento e oitenta e dois mil reis” Segundo Pereira Reis Júnior, “o sôldo de alferes de linha até o ano de 1825 era de 28$000, sendo 22$000 de vencimento e 6$000 de adicional. Em 1841 passou a 40$000, incluindo 10$000 de adicional.”

Entrada do Exército Libertador, tela pintada em 1930 por Presciliano Silva. Faz parte do acervo da Câmara Municipal de Salvador. Representando a entrada vitoriosa dos baianos em Salvador, a 2 de julho de 1823, após a Guerra da Independência do Brasil na Bahia.

Maria Quitéria se casou com Gabriel Pereira de Brito e teve uma filha, Luísa Maria da Conceição. Maria Quitéria de Jesus foi a primeira mulher a integrar o Exército Brasileiro, reconhecida em 28 de junho de 1996 como patronesse do Quadro Complementar de Oficiais do Exército Brasileiro, morreu em decorrência de problemas no fígado, no dia 21 de agosto de 1853 na Freguesia de Santana do Sacramento em Salvador, conforme o registro paroquial:
"No dia 21 de agosto de 1853 na Freguesia de Santana do Sacramento da Bahia tendo recebido os socorros espirituais faleceu de inflamação do fígado aos 56 anos (na verdade 61 anos) Maria Quitéria de Jesus, que tinha posto de alferes e vencia soldo, a qual decentemente amortalhada com enterro Parocho de pluvial e sacristão, sepultou-se no cemitério contíguo a Igreja Matriz e para constar fiz assento em que me assino. Conego Joaquim Cajueiro de Campos, Vigario Colado" (Arquivo da Secretaria do Arcebispado, Livro de Óbitos da Freguesia de Santana).

### Aspectos biográficos controversos
Fatos da trajetória de Maria Quitéria que não têm respaldo documental, ou seja, nenhuma fonte primária atesta sua veracidade, mas que são recorrentemente atribuídos à sua biografia:
- O pai de Maria Quitéria tinha cerca de 25 anos quando ela nasceu. Era um homem disposto, maduro, não muito alto, forte, simpático, com um bigode tipicamente lusitano em seu rosto. Tinha vindo de Portugal muito jovem, tentar fortuna na Colônia. Quando chegou, aportou em Salvador, à procura de emprego. Não o encontrando, foi para o interior de Bahia (Feira de Santana) e começou a trabalhar em uma estalagem. Filho de camponeses, gostava de agricultura, sabendo de boas oportunidades em fazendas nos arredores de São José das Itapororocas, decidiu ficar por lá.[14]
- São José das Itapororocas era habitada, principalmente, por pequenos lavradores e alguns grandes proprietários de fazendas. Agregado a uma fazenda, o pai de Maria Quitéria, Gonçalves Alves de Almeida trabalhou na terra (plantando e cuidando do gado) e, assim, conheceu o dono de uma fazenda, denominada Licorizeiro, viúvo com uma filha. A filha do dono chamava-se Quitéria Maria de Jesus. Foi então que Gonçalo se apaixonou, pedindo a sua mão em casamento.[14]
- Junto com seus pais, eles moravam em uma casa feita de taipa de pilão. Ao lado de sua casa, haviam casebres onde ficavam os escravos de seu pai Gonçalo.[14]

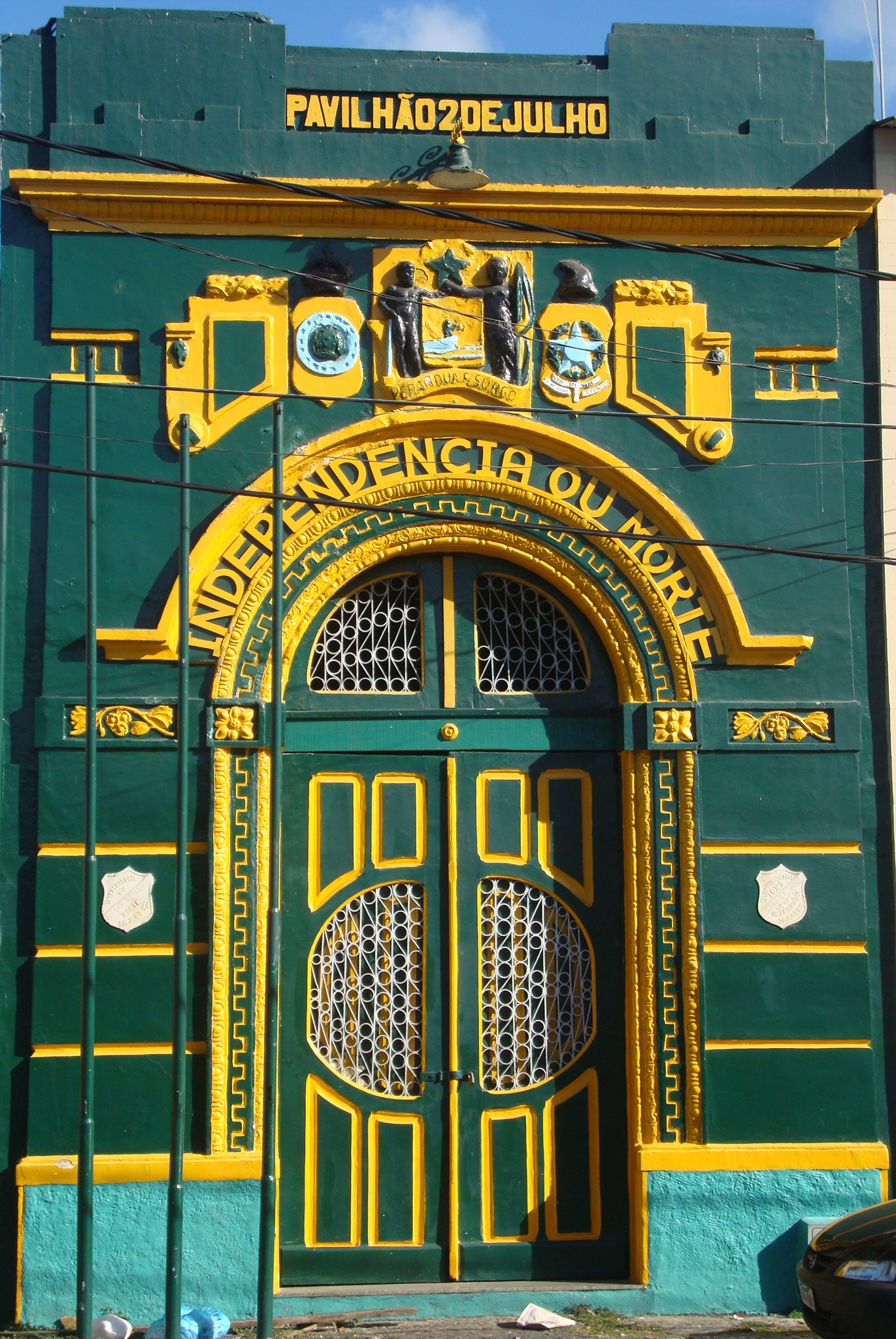
Pavilhão Dois de julho, onde se encontram as imagens do Caboclo e da Cabocla, símbolos da Independência da Bahia.

- Gonçalo, pai de Maria Quitéria, cuidava do gado. Dona Quitéria, mãe de Maria Quitéria, cuidava dos afazeres da casa. Os irmãos de Quitéria, Luiz e Josefa, costumavam a ficar ao redor da casa, enquanto a mãe cozinhava o almoço (a primeira refeição do dia era, normalmente, jerimum, abóbora, com leite, ou bolinhos de macaxeira, mandioca). Juntamente com a mãe, Maria Quitéria gostava de preparar o beiju, amassado e posto debaixo da farinha. O que Maria Quitéria mais gostava de fazer, no entanto, era ir em direção do maro, buscar flores, e correr trás de passarinhos.[14]
- Maria Quitéria encontrava-se noiva quando, entre 1821 e 1822, iniciaram-se na Província da Bahia as agitações contra o domínio de Portugal.
- Gonçalo percorreu os quartéis da Vila e no 3º Batalhão de Caçadores, o Batalhão dos Periquitos, encontrou a filha Maria Quitéria de Jesus Medeiros, agora conhecida como Soldado Medeiros. Para ele como bom sertanejo, parecia incrível, que a sua filha mais velha estivesse ali, em meio aos outros soldados brasileiros, envergando a farda dos patriotas, pronta para ir ao combate. Ele sabia que, em suas brincadeiras de criança, Maria Quitéria costumava a fingir que alistava-se, partindo para a guerra. No entanto, não podia crer que uma moça franzina, pequena e magra, pudesse se expor a isso. Que uma mulher tão recatada e religiosa, sua filha, fosse querer enfrentar a morte e também matar. Emocionado, Gonçalo reprova a escolha e busca dissuadi-la do que esta fazendo, afastá-la dali e reconduzi-la para a o seu lar, mas ela parece inabalável em seu propósito inicial: defender a pátria. Ele questiona várias vezes se os outros soldados sabem que ela é uma mulher em combate e que já existem homens dispostos a fazer o que ela está se propondo. Ela diz que, lá, pensam que ela é conhecida como o "Soldado Medeiros".[14]

## Os retratos de Maria Quitéria

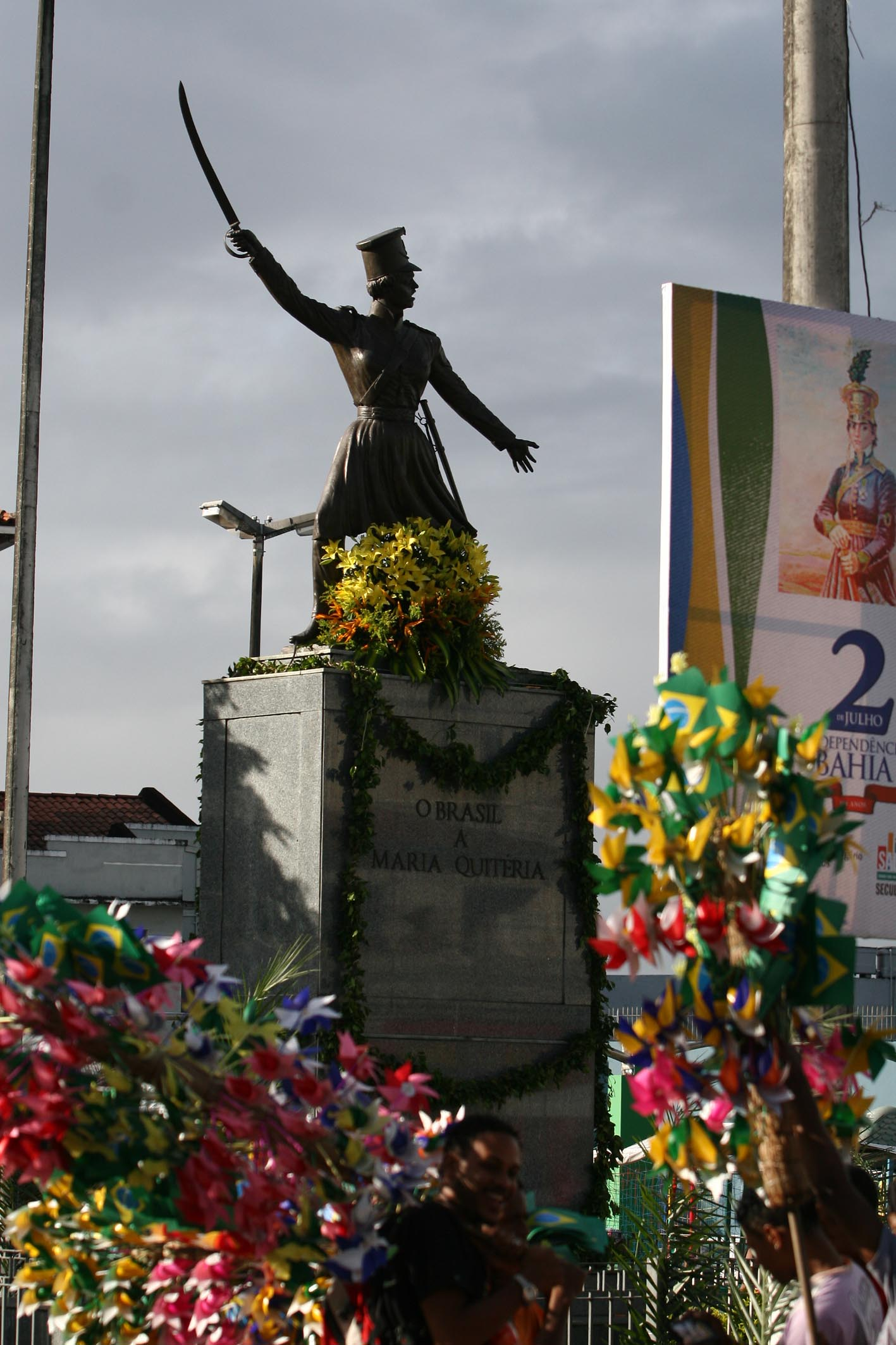
Escultura em bronze que homenageia Maria Quitéria, ornamentada de flores como é tradição no dia da Independência do Brasil na Bahia, na festa do 2 de julho. De autoria de José P. Barreto, foi inaugurada em 1953 (centenário de morte de Quitéria) no Largo da Soledade, no bairro da Liberdade, em Salvador, Bahia. A base traz os dizeres: "O Brasil à Maria Quitéria".

Quando esteve na Corte do Rio de Janeiro, Maria Quitéria teve um encontro com Maria Graham em 29 de agosto de 1823. As impressões da entrevista foram registradas em Journal of a Voyage to Brasil and recidence there during parts of the years 1821, 1822, 1823. Foi nesse livro em que foi publicado o desenho de Augustus Earle, gravado por Edward Finden, e que retrata Quitéria com a farda completa (incluindo-se a famosa saia quadriculada, “a tartan kilt”), portando uma arma e ostentando no peito direito a comenda da Imperial Ordem do Cruzeiro. Ao registrar a encomenda que fez do retrato a Earle, também indica uma curiosa amizade de Quitéria e José Bonifácio: “Having now received the portrait which Mr. Erle [sic], an ingenious young English artist, has been painting of the Senhora Alerez Dona Maria de Jesus, I took it to show it to her friend and patron, Jose Bonifacio de Andrada e Silva. [...]”.

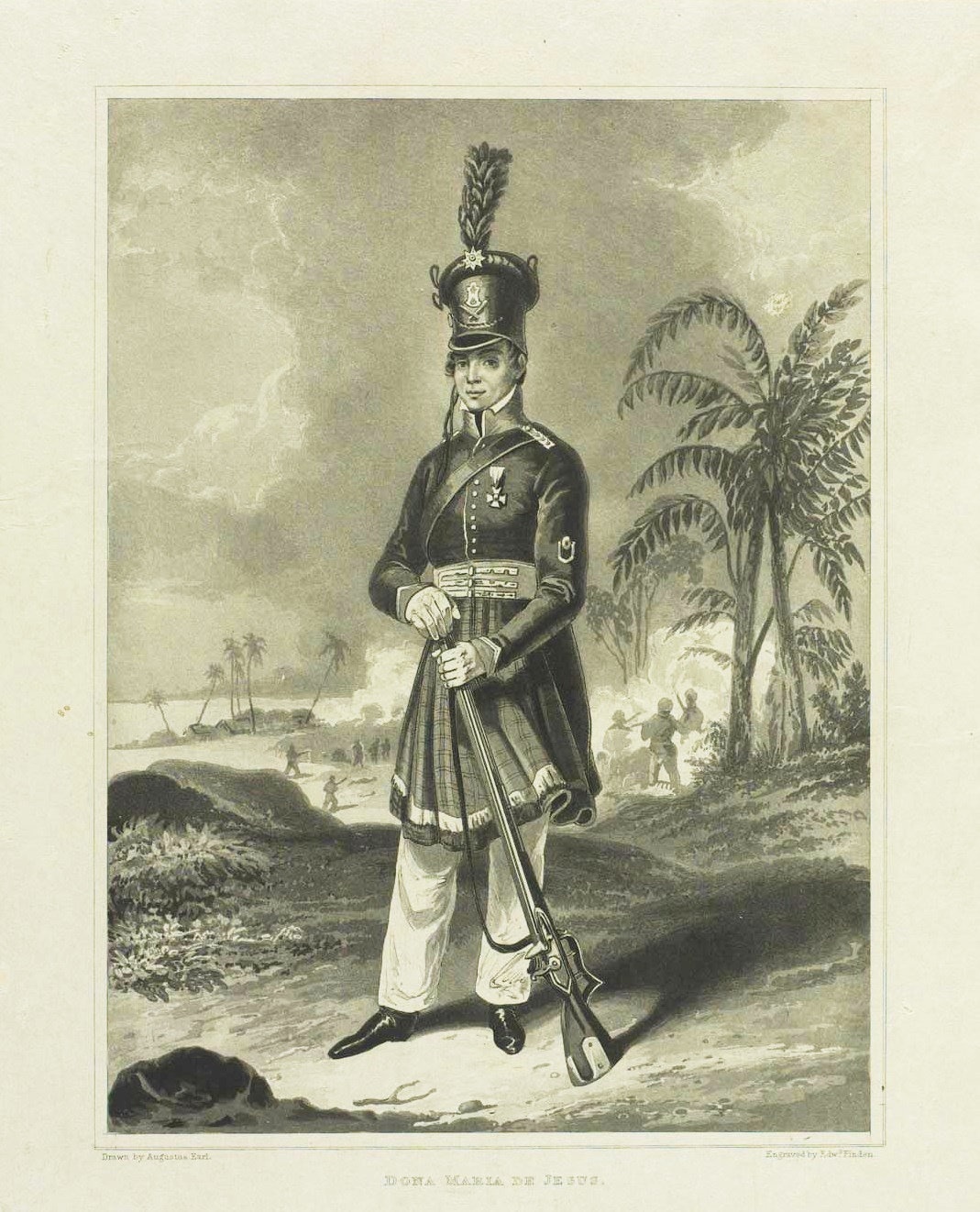
Gravura do livro de Maria Graham. 1824.

Outro retrato de Quitéria produzido por ocasião da sua passagem no Rio de Janeiro tem sido atribuído a Henry Chamberlain, filho homônimo do cônsul-geral da Inglaterra no Brasil. O que é improvável, dado que o artista inglês esteve no Rio entre 1819 e 1820. Seja quem for, deixou as seguintes impressões junto ao desenho: “A Brazilian Amazon to whom the Emperor gave an Ensign commission for having been twice wounded in engagement against the Portuguese, she rode & walked about in this [ilegível] at Rio de Janeiro”. O retrato de Augustus Earle foi levado à tela pelo artista italiano Domenico Failutti em 1920, sob encomenda do diretor do Museu Paulista, Afonso d'Escragnolle Taunay. Retrato de Maria Quitéria de Jesus Medeiros foi comissionado como parte do projeto decorativo que Taunay empreendeu com vistas a comemorar o Centenário da Independência do Brasil 1922. A obra estava destinada ao prestigioso Salão de Honra, que abrigaria outros retratos dos chamados “vultos da Independência” ladeando o famoso quadro de Pedro Américo, IIndependência ou Morte (1888), que estava ali instalado desde 1890. Failutti também foi encarregado de outros dois retratos femininos ligados à emancipação política brasileira: o da abadessa Joana Angélica, mártir da Independência que foi abatida pelos portugueses na porta do convento que dirigia em Salvador, Bahia; e o de Dona Leopoldina, primeira imperatriz do Império do Brasil.

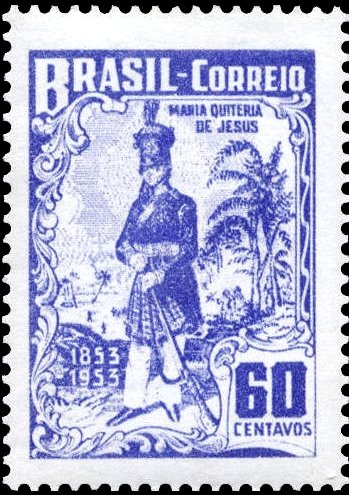
Homenagem em selo postal de 1953.

No ano do centenário do falecimento de Quitéria, por determinação do Governo Federal, tornou-se obrigatória fixar o retrato da heroína em todas as Corporações Militares do Brasil. Fato este comprovado, na PMES, com a publicação retirada da BD nº. 173, de 6.08.1953.
XIII – MARIA QUITÉRIA DE JESUS MEDEIROS: 41– INAUGURAÇÃO DE RETRATO:- Ocorrendo no próximo dia 21 dêste mês o 1º centenário da morte da heroína da Independência, MARIA QUITÉRIA DE JESUS MEDEIROS, que tão grandes e relevantes serviços prestou à Pátria e tendo em vista o que dispõe o R.G. e as recomendações do Exmº. Sr. Ministro dos Negócios e da Guerra, determino que seja inaugurado às 9 horas daquele dia, na Galeria de Retratos desta Corporação, a fotografia da aludida heroína.
Em 1953, no centenário de morte de Maria Quitéria, foi inaugurado uma escultura em bronze no Largo da Soledade, bairro da Liberdade em Salvador. A autoria é de José P. Barreto e, sobre a pesa, ostenta a inscrição: "O Brasil à Maria Quitéria". O monumento divide a praça com o Pavilhão dos Caboclos do 2 de julho, figuras centras na Festa da Independência da Bahia.

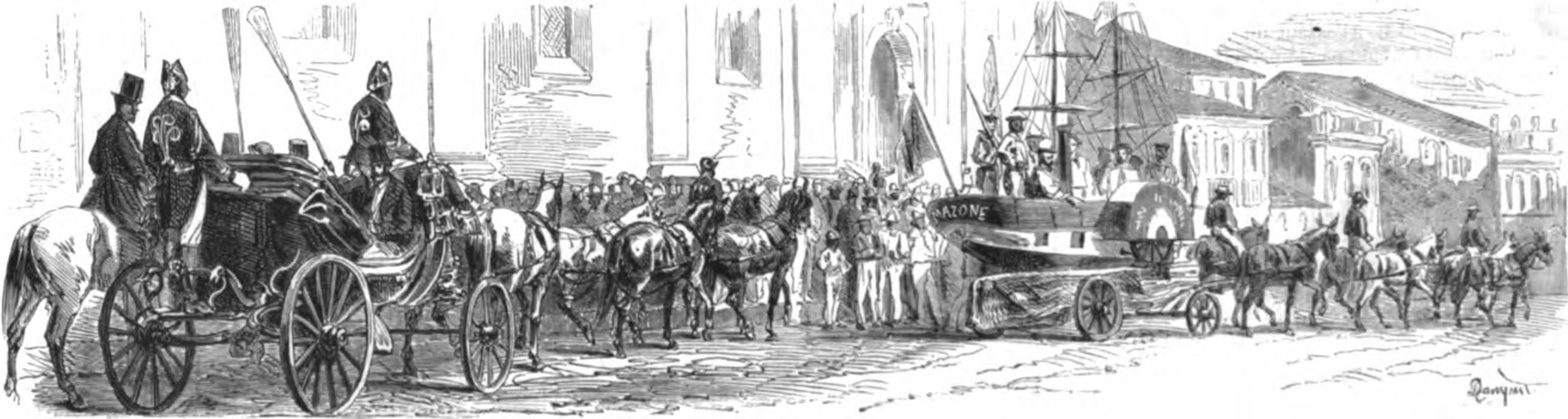
Ilustração de Gavarni para o L'Illustration: Journal Universel, do desfile de Dois de Julho de 1866. A cena se passa na descida da Ladeira da Soledade, vendo-se parte da lateral Convento. Esse é um trecho do início do Desfile, que sai do Largo da Lapinha e logo desce a Soledade. Posteriormente, houve reformas e ampliações do Convento da Soledade, de forma que as linhas atuais de sua arquitetura não são exatamente as mesmas.

## O engajamento de mulheres na Independência do Brasil
O interesse político demonstrado por Quitéria e sua irmã encontra eco em ações de outras mulheres na Bahia. Caso emblemático é o da abadessa Joana Angélica, que foi assassinada na porta do Convento da Lapa ao tentar impedir a entrada de tropas portuguesas, que procuravam por rebeldes, em 20 de fevereiro de 1822. Há também muitas referências, na cultura popular baiana, a Maria Filipa de Oliveira, que teria investido contra os portugueses pondo fogo nas embarcações e usando cipós de urtiga como arma e liderado outras mulheres nas investidas contra os lusos na ilha deItaparica.

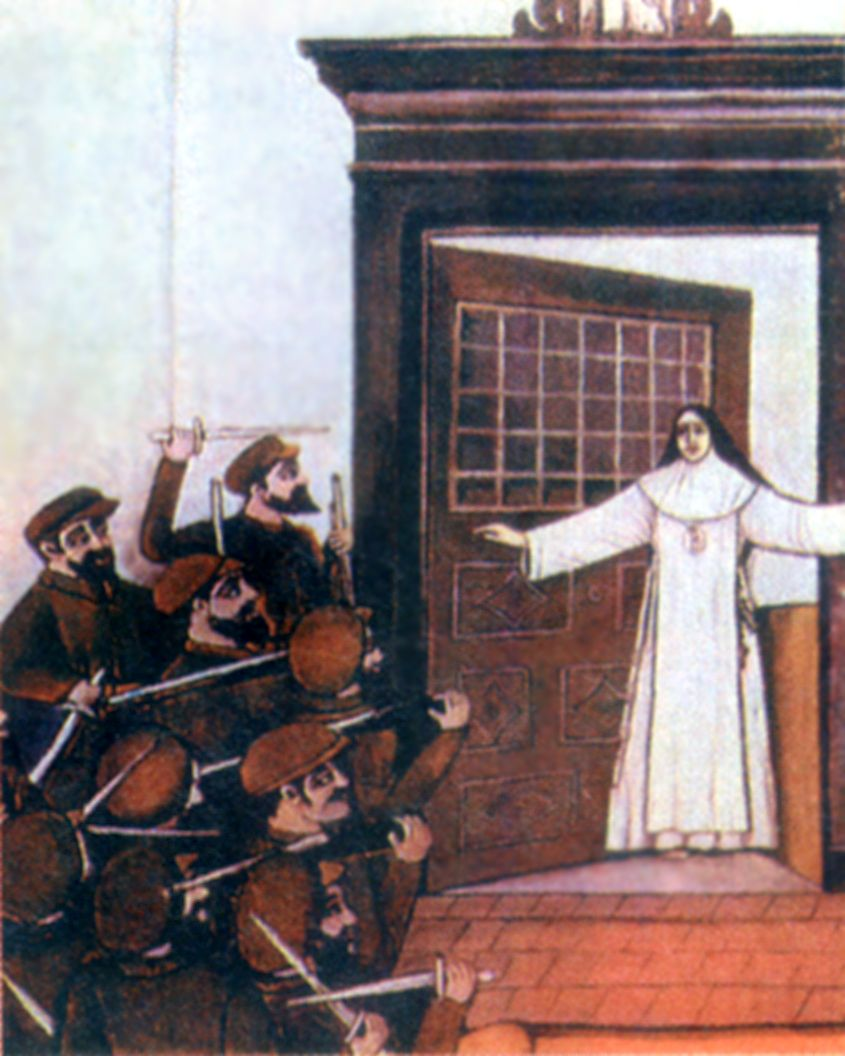
Quadro anônimo e sem data representando o martírio da sóror Joana Angélica. Presente no Convento da Lapa, Salvador, Bahia.

Outro indicativo do engajamento histórico das mulheres no processo de independência é o documento encaminhado à princesa Dona Leopoldina, assinado por cerca de duzentas “senhoras baianas”, em 13 de maio de 1822:
As Bahianas abaixo assignadas sensiveis ao muito que tem Sua Altesa Real o Senhor D. Pedro Principe Regente contribuido para a politica Prosperidade de todo Brasil sôb os auspicios das Bases Constitucionais por todo ele juradas; Esforçando-se inteiramente por que se acabe o anarchico sistema de desunião, que ia retalhar este Reino em outros tantos Estados Independentes, quantas as suas Provincias, caso se desse execução ao Decreto do primeiro de Outubro passado, máxima só proficua para novamente plantar o antigo sistema de colonização, que por seculos nos encadeou [...]
Além de Maria Quitéria, há outros registros documentais da presença de mulheres no front. Em 24 de outubro de 1822, o capitão Manuel Pedro Ribeiro enviou ao tenente coronel Joaquim Pires de Carvalho e Albuquerque um relatório das batalhas travadas nas cercanias de Salvador entre os dias 20 e 23 daquele mês. Nele registrou: “penso que amanhã enterraremos dois o da desgraça do outro dia [soldado que recebeu uma bala que destroçou-lhe a parte superior da coxa] e uma mulher de uma facada”.

## Mulheres guerreiras na história
Assim como no antigo território português nas Américas, nas Guerras de independência na América espanhola, mulheres se engajaram diretamente nos confrontos. Manuela Eras y Gandarillas e Josefa Montesinos pegaram em armas em Cochabamba. Também boliviana, Juana Azurduy, junto do marido, participou de vinte e três ações armadas. Como tenente-coronel, teria liderado um grupo de mulheres, chamado las amazonas. Manuela Pedraza atuou na Argentina e foi alçada a tenente. Evangelista Tamayo, na Colômbia, recebeu a patente de capitã. Policarpa Salavarrieta foi uma espiã no Vice-Reino de Nova Granada contra os realistas e a favor dos revoltosos. Acabou presa e fuzilada no patíbulo. Próxima a Bolívar, esteve Manuela Sáenz, que largou o marido para se juntar à campanha de libertação. O caso de Leona Vicario, no México, é interessante porque, após a independência, continuou atuando na vida pública até morrer.
Na França, o caso de Joana D’Arc é emblemático. Ela ingressou na vida militar por ter influência religiosa durante a infância, ela afirmou ter escutado vozes santificadas. Joana é atualmente conhecida como grande heroína francesa, graças à vitória sobre os invasores ingleses na cidade de Orleans (em 9 de maio de 1429), comandando um exército de 4 mil homens. Depois, D'Arc foi Acusada de heresia e assassinato, sendo então submetida a julgamento pela Santa Inquisição em um processo presidido pelo Bispo Pierre Cauchon. Foi condenada e queimada viva na fogueira em 30 de maio de 1431. O seu processo foi revisto posteriormente. Joana foi considerada inocente pelo Papa Calisto III, sendo beatificada pela Igreja Católica (1909) e santificada pelo Papa Bento XV.
A semelhança entre elas está no fato de que foram mulheres que participaram de modo ativo das lutas nacionais. Todas estiveram comprometidas com projetos sociais e políticos em seus países de origem, que surgiram à frente das batalhas, invadindo o domínio, na época masculino, com força e independência.

## Homenagens

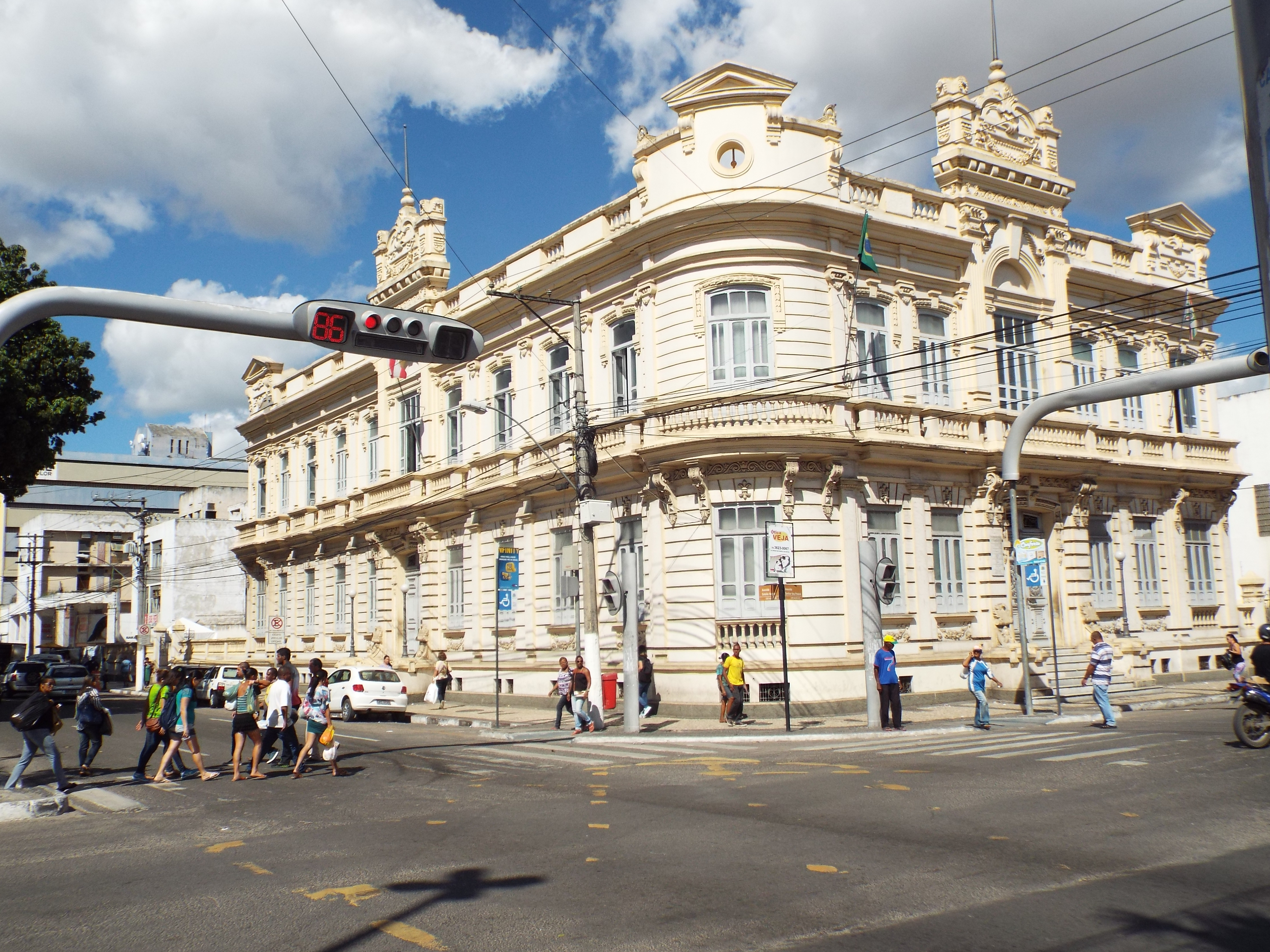
O Paço Municipal Maria Quitéria, em Feira de Santana.

Maria Quitéria é homenageada em uma medalha militar e em uma comenda da Câmara Municipal de Salvador que levam o seu nome. Do mesmo modo, a Câmara Municipal de Feira de Santana instituiu a Comenda Maria Quitéria, para distinguir personalidades com reconhecida contribuição à municipalidade, e
ergueu-lhe um monumento na cidade, no cruzamento da avenida Maria Quitéria com a avenida Getúlio Vargas.
Por Decreto da Presidência da República, datado de 28 de junho de 1996, Maria Quitéria foi reconhecida como patronesse do Quadro Complementar de Oficiais do Exército Brasileiro.
Além disso, hoje, há um distrito e algumas ruas com o nome de Maria Quitéria. Como é o caso do distrito "Maria Quitéria", Feira de Santana, na Bahia, da "Rua Maria Quitéria", Vida Nova III, em Campo Grande e da "Rua Maria Quitéria", Ipanema, no Rio de Janeiro.
Maria Quitéria de Jesus Medeiros foi, também, tema de escola de samba, no carnaval paulistano de 2017. O segundo setor da escola Unidos do Peruche trouxe, em 2017, Salvador como tema. A capital baiana foi retratada como “terra dos fortes”. O samba enredo da Unidos do Peruche foi: "a Peruche no maior axé, exalta Salvador, cidade da Bahia, caldeirão de raças, cultura, fé e alegria". A alegoria da escola destacou três guerreiras mártires das lutas baianas, sendo elas: Maria Filipa de Oliveira (pescadora, morava na Ponta das Baleias, era negra e liderou as mulheres negras e pobres na batalha de Itaparica contra os portugueses), Madre Joana Angélica (assassinada no convento) e Maria Quitéria.
Em 26 de julho de 2018 foi declarada Heroína da Pátria Brasileira pela Lei Federal nº 13 697, tendo seu nome inscrito no "Livro dos Heróis e Heroínas da Pátria", que se encontra no "Panteão da Pátria e da Liberdade Tancredo Neves", situado em Brasília, Distrito Federal.

## Representação nas artes

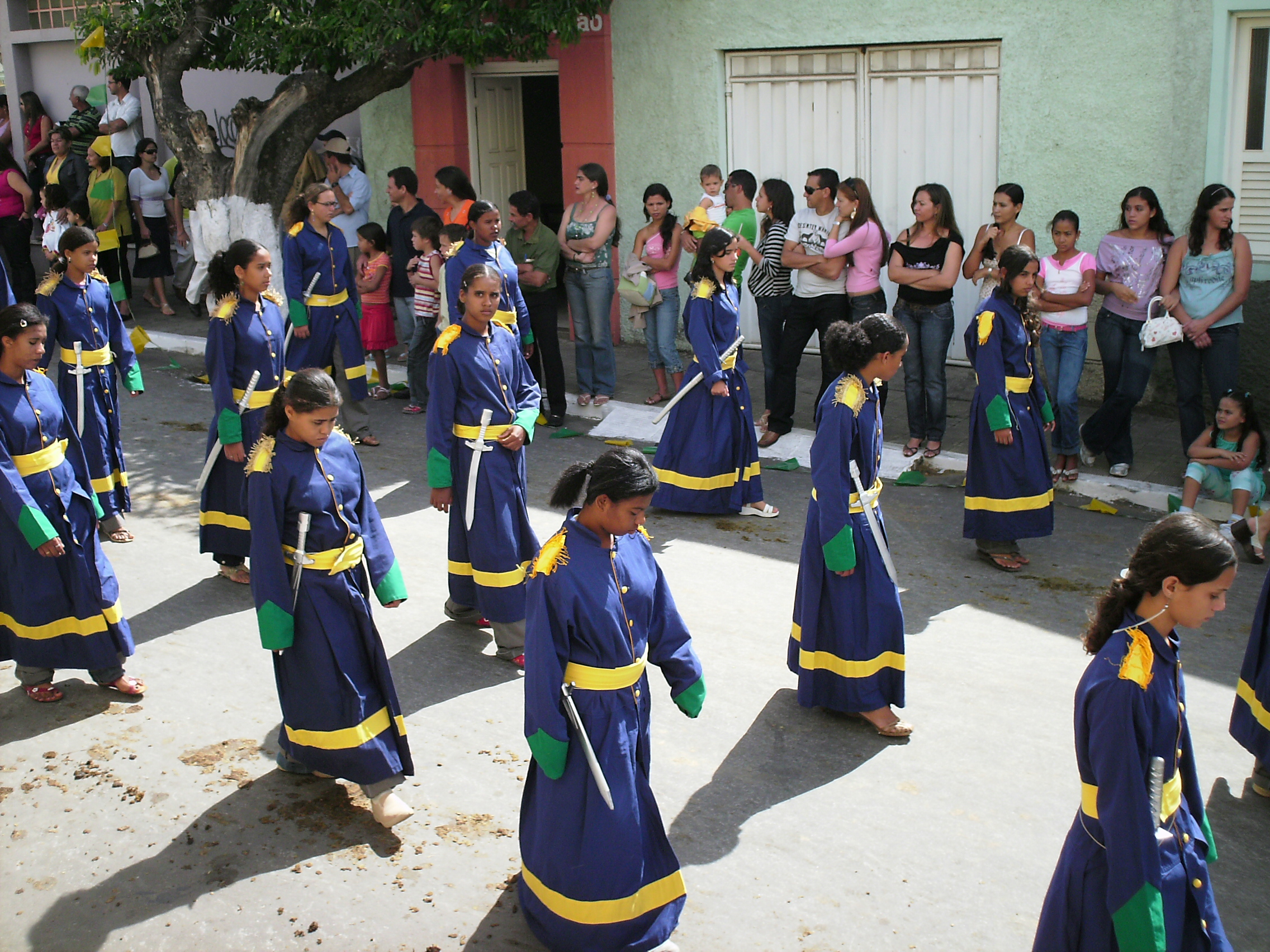
Representação de Maria Quitéria na Festa do Dois de Julho, cidade de Caetité.

### Cinema
- PEIXOTO, Dom. "A origem de feira". São Paulo, TV Digital Brasil, 2011.[45]
- Maria Quitéria: honra e glória. Diretor Antonio Jesus da Silva, Animador Michel Nery, 2020.

### Literatura
- LIMA, João Francisco de. "A Incrível Maria Quitéria". São Paulo, Editora Nova Época, 1977.
- AMARAL, Braz do. "História da Independência da Bahia". Salvador, Editora Progresso, 1957.
- JÚNIOR, Pereira Reis de. "Mária Quitéria". Rio de Janeiro, Editora Rio de Janeiro, 1953.
- DIAS, Luiz Henrique de, "História da Bahia", São Paulo, Editora Atica, 1987.
- AMARAL, Braz do. "Ação da Bahia na Obra da Independência Nacional", Bahia, Editora Edufba, 2007.
- BUONFIGLIO, Monica. "Maria Quitéria – A d'Arc brasileira", São Paulo, Editora Companhia dos Anjos, 2014.
- SOUSA SILVA, Joaquim Norberto de. "Brasileiras Celebres". São Paulo, Editora Senado Federal, 1997.
- MAMBRINI, Miriam. "Maria Quitéria, 32". São Paulo, Editora Bom Texto, 2008.

### Televisão
- SOBRAL, André e MENDIETA Fabrício. "Os Heróis do Brasil - Animação sobre a Independência da Bahia". Bahia, Os Heróis do Brasil, 2013.[46]
- Documentário Distrito de Maria Quitéria (São José das Itapororocas). Trabalho desenvolvido por alunos do III semestre do Curso de Comunicação Social - Publicidade e Propaganda para as disciplinas 'Cultura Brasileira e Regional' (Professor Evandro Rabello) e 'Realidade Brasileira e Regional' (Professor Ricardo Pereira) Faculdade Anísio Teixeira - Feira de Santana, Bahia.[47]
- Episódio #6 Maria Quitéria, da série Mulheres Fantásticas, do Fantástico (TV Globo). Com o subtítulo "Lute como uma garota", a animação tem narração da atriz Glória Pires.[nota 5]